# Bernardo De Muro
Bernardo De Muro, o Bernardino De Muro (Tempio Pausania, 3 novembre 1881 – Roma, 27 ottobre 1955), è stato un tenore italiano.

## Biografia

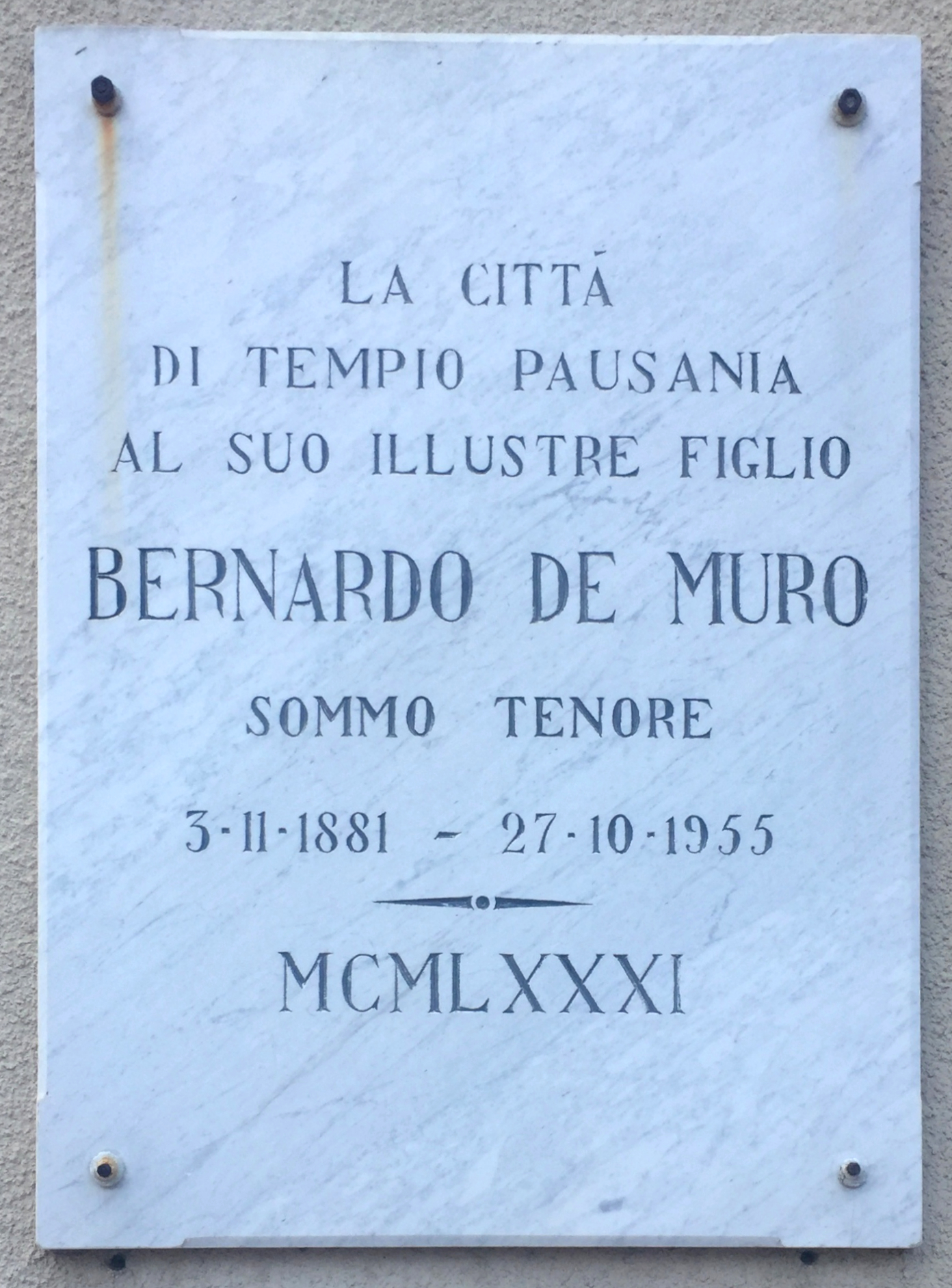
Municipio Tempio Pausania

Nella sua città natale aveva preso lezioni dal flautista e direttore di banda Giuseppe Rachel. In seguito, trasferitosi a Roma, all'età di vent'anni iniziò a studiare al Conservatorio Santa Cecilia come baritono. Passò successivamente al registro di tenore sotto la guida di Giovanni Sbriscia, si perfezionò dal 1905 sotto la guida di A. Martino, ed esordì nel 1910 al Teatro Costanzi di Roma (oggi Teatro dell'Opera di Roma) nella Cavalleria rusticana di Mascagni.
Giunse al Teatro alla Scala già dalla stagione 1911-12 e debuttò il 20 gennaio 1912 come protagonista nella prima italiana di Isabeau di Mascagni, sotto la direzione di Tullio Serafin. Si affermò successivamente nei maggiori teatri italiani ed esteri, soprattutto spagnoli e sudamericani.
Il 2 novembre 1927 a Cristóbal (Panama), sposò la cantante Elena Wait Graham, dalla quale ebbe la figlia Joanna Elena. L'usura della voce lo condusse a un precoce ritiro dalle scene italiane nel 1938, quando diede l'addio cantando ancora una volta Isabeau alle Terme di Caracalla sotto la direzione di Mascagni. Nel 1944 si trasferì definitivamente negli Stati Uniti, dove si era stabilito.
Il suo nome si legò soprattutto al repertorio verista: si distinse in opere quali La fanciulla del West di Puccini, Pagliacci di Ruggero Leoncavallo, Andrea Chénier di Umberto Giordano, Il piccolo Marat e la già citata Isabeau di Mascagni, il cui ruolo di Folco è stato lungamente identificato con il suo nome. Pur essendo dotato di notevoli qualità vocali, era tuttavia di piccola statura, e questa caratteristica fisica venne considerata un handicap dallo stesso De Muro.

## Repertorio
| Ruolo                   | Titolo                | Autore           |
| ----------------------- | --------------------- | ---------------- |
| Faust                   | Mefistofele           | Boito            |
| Don José                | Carmen                | Bizet            |
| Andrea Chénier          | Andrea Chénier        | Giordano         |
| Condor                  | Condor                | Gomes            |
| Canio                   | Pagliacci             | Leoncavallo      |
| Ruy Blas                | Ruy Blas              | Marchetti        |
| Turiddu                 | Cavalleria rusticana  | Mascagni         |
| Osaka                   | Iris                  | Mascagni         |
| Folco                   | Isabeau               | Mascagni         |
| Il piccolo Marat        | Il piccolo Marat      | Mascagni         |
| Vasco De Gama           | L'africana            | Meyerbeer        |
| F.B. Pinkerton          | Madama Butterfly      | Puccini          |
| Dick Johnson (Ramerrez) | La fanciulla del West | Puccini          |
| Tutcia                  | La fanciulla di Pskov | Rimskij-Korsakov |
| Manrico                 | Il trovatore          | Verdi            |
| Don Carlo               | Don Carlo             | Verdi            |
| Radamès                 | Aida                  | Verdi            |

## Il Museo Bernardo De Muro (BDM)
Dal 2 luglio 2015, a Tempio Pausania, sua città natale, è aperto al pubblico il museo BDM (Bernardo De Muro) presso il palazzo degli Scolopi. Il progetto è seguito da sei ragazzi della cittadina che hanno seguito con passione e impegno corsi preparatori sul tenore loro concittadino. Nel museo sono conservati costumi di scena, foto, oggetti personali, locandine delle rappresentazioni e alcune registrazioni.